# Cejhae Greene
Cejhae Colin Greene (né le 6 octobre 1995) est un athlète antiguayen, spécialiste du sprint. Il est nommé porte-drapeau pour Antigua-et-Barbuda lors de la cérémonie d'ouverture des Jeux olympiques d'été de 2020.

## Carrière
Le 30 avril 2016, il porte son record personnel sur 100 m à 10 s 01 lors du Georgia Invitational à Athens. 
Le 26 février 2018, il participe à la finale du 60 mètres masculin des Championnats SEC (South-Eastern Conference) d’athlétisme en salle et termine 2ème en battant son record personnel et le mène à 6 s 62. Le 11 mars 2018 lors de la finale du 60 mètres masculin des Championnats NCAA d’athlétisme en salle, il termine 4ème mais porte son record personnel à 6 s 61.
Le 29 juillet 2018, il porte son record à 10 s 00 (+ 0,5 m/s) lors des Jeux d'Amérique centrale et des Caraïbes de Barranquilla (demi-finale, juste devant Mario Burke, 10 s 03) puis remporte le lendemain la médaille de bronze en 10 s 16, derrière Nesta Carter (10 s 07) et Jason Rogers (10 s 15).
Le 30 juin 2019, il remporte le meeting du Résisprint International à La Chaux de Fonds en réalisant la première course de sa carrière sous les 10 secondes en 9 s 94 devant  Taymir Burnet (9 s 98) et Harry Aikines-Aryeetey (10 s 00). Le vent trop fort (+3,5 m/s) empêche l’homologation de ce temps en tant que nouveau record personnel.
Lors des Championnats du monde d’athlétisme 2019 à Doha, il termine 5ème de sa série des Séries du 100 mètres masculin en 10 s 33 et est donc éliminé.
Le 27 mars 2021 lors du Tropical Park Elite Sprints Meet, il remporte sa série devant Fred Kerley (10 s 11) sous le temps de 10 s 01 (+1,2 m/s), à 1/100ème seulement de son record personnel. Le 3 mai 2021 lors du Pure Athletics Sprint Elite Meet, il remporte sa 1ère série en menant son record personnel à 9 s 98 (9 s 974) devant  Yohan Blake au millième (9 s 98; 9 s 978) et  Erriyon Knighton (9 s 99) mais le vent est beaucoup trop fort (+2,7 m/s) pour être homologué. Quelques minutes plus tard, il remporte encore une fois sa 2ème série cette fois-ci en 10 s 02 (10 s 016) devant  Yohan Blake encore une fois au millième (10 s 02; 10 s 019) et  Devin Quinn (10 s 03) mais le vent est encore une fois trop élevé (+2,1 m/s) à la limite autorisée.
Il est plus tard désigné porte-drapeau de la délégation de l’Antigua-et-Barbuda lors de la cérémonie d’ouverture des Jeux olympiques d’été de 2020. Sur 100 mètres, il est éliminé dès les séries en arrivant 6ème en 10 s 25 derrière notamment  Akani Simbine (1er en 10 s 08) et  Arthur Cissé (2ème en 10 s 15).
En juillet 2024, il est nommé porte-drapeau de la délégation d'Antigua-et-Barbuda aux Jeux olympiques d'été de 2024 en compagnie de l'athlète Joella Lloyd (en)

## Palmarès
| Date | Compétition                              | Lieu           | Résultat | Épreuve | Marque  |
| ---- | ---------------------------------------- | -------------- | -------- | ------- | ------- |
| 2011 | Championnats du monde jeunesse           | Lille          | 24e      | 100 m   | 10 s 94 |
| 2011 | Championnats du monde jeunesse           | Lille          | 17e      | 200 m   | 21 s 81 |
| 2012 | Championnats du monde juniors            | Barcelone      | 14e      | 100 m   | 10 s 55 |
| 2014 | Championnats du monde juniors            | Eugene         | 5e       | 100 m   | 10 s 43 |
| 2014 | Jeux du Commonwealth                     | Glasgow        | 7e       | 4×100 m | 40 s 45 |
| 2015 | Jeux panaméricains                       | Toronto        | DQ       | 4×100 m | -       |
| 2016 | Jeux olympiques                          | Rio de Janeiro | 18e      | 100 m   | 10 s 13 |
| 2016 | Jeux olympiques                          | Rio de Janeiro | 12e      | 4×100 m | 38 s 44 |
| 2017 | Championnats du monde                    | Londres        | 24e      | 100 m   | 10 s 64 |
| 2018 | Jeux du Commonwealth                     | Gold Coast     | 11e      | 100 m   | 10 s 39 |
| 2018 | Jeux d'Amérique centrale et des Caraïbes | Barranquilla   | 3e       | 100 m   | 10 s 16 |
| 2019 | Championnats du monde                    | Doha           | 33e      | 100 m   | 10 s 33 |
| 2019 | Jeux panaméricains                       | Lima           | 3e       | 100 m   | 10 s 23 |
| 2021 | Jeux olympiques                          | Tokyo          | 27e      | 100 m   | 10 s 25 |
| 2022 | Championnats du monde                    | Eugene         | 28e      | 100 m   | 10 s 17 |

## Records
| Épreuve    | Marque  | Lieu           | Date            |
| ---------- | ------- | -------------- | --------------- |
| 100 mètres | 10 s 00 | Barranquilla   | 29 juillet 2018 |
| 200 mètres | 20 s 59 | Heusden-Zolder | 22 juillet 2017 |